# X-Einheit
Die X-Einheit (XE) bzw. Siegbahn-Einheit ist eine Längenmaßeinheit außerhalb des SI-Systems.

## Geschichte
Die X-Einheit wurde 1925 vom schwedischen Physiker Karl Manne Siegbahn definiert als 1/3029,04 des Abstandes der (200)-Gitterebenen des Kalzits bei 18 °C.
Siegbahn wollte eine Einheit, die etwa 10−13 m (0,1 Pikometer) entspricht. Tatsächlich sind es (1,00206 ± 0,00005) · 10−13 m.
Bis 1965 wurde sie in der Röntgenspektroskopie verwendet und dann durch das Ångström ersetzt.